# 辽源站
辽源站，位于中华人民共和国吉林省辽源市龙山区，是四梅铁路、辽开铁路上的火车站，始建于1927年，2003年5月8日进行新站房改造，现由沈阳铁路局梅河口车务段管辖。

## 車站周邊
- 嘉临时尚宾馆
- 中国邮政储蓄银行辽源火车站支行
- 辽源明都商务宾馆
- 辽源市教育局
- 中国工商银行东方红支行
- 如家快捷酒店站前店
- 辽源蓬莱阁旅馆
- 七夕时尚宾馆
- 辽源客运总站
- 美雅快捷旅馆
- 时间商务酒店
- 辽源市动物卫生监督所
- 东辽县公安局
- 辽源市公安局西宁分局
- 龙山区政府

## 歷史
- 始建于1927年7月。
- 1927年12月28日启用营运。
- 2003年5月8日新站房改造。